# شهرستان آنی
شهرستان آنی (ارمنی: Անիի շրջան تا ۱۹۶۱ شهرستان آغین (ارمنی: Աղինի շրջան)) یکی از سی و هفت شهرستان  در تقسیم‌بندی جمهوری شوروی سوسیالیستی ارمنستان بود. مرکز این شهرستان مارالیک بود. طبق سرشماری سال ۱۹۸۷ میلادی جمعیت آن بالغ بر ۱۹٬۷۰۰ تن و مساحت آن ۴۲۹ کیلومتر مربع بود. 

## مناطق مسکونی
- آغین
- آغین کایاران
- باگراوان
- Բագրավան կայարանին կից
- باردزراشن
- گوساناگیوغ
- ایساهاکیان
- لانجیک
- لوساغبیور
- نورشن
- هایکادزور
- دزیتهانکوو
- دزوراکاپ
- شیراکاوان
- جراپی
- سارناغبیور
- ساراکاپ
- کارابرد

## نگارخانه

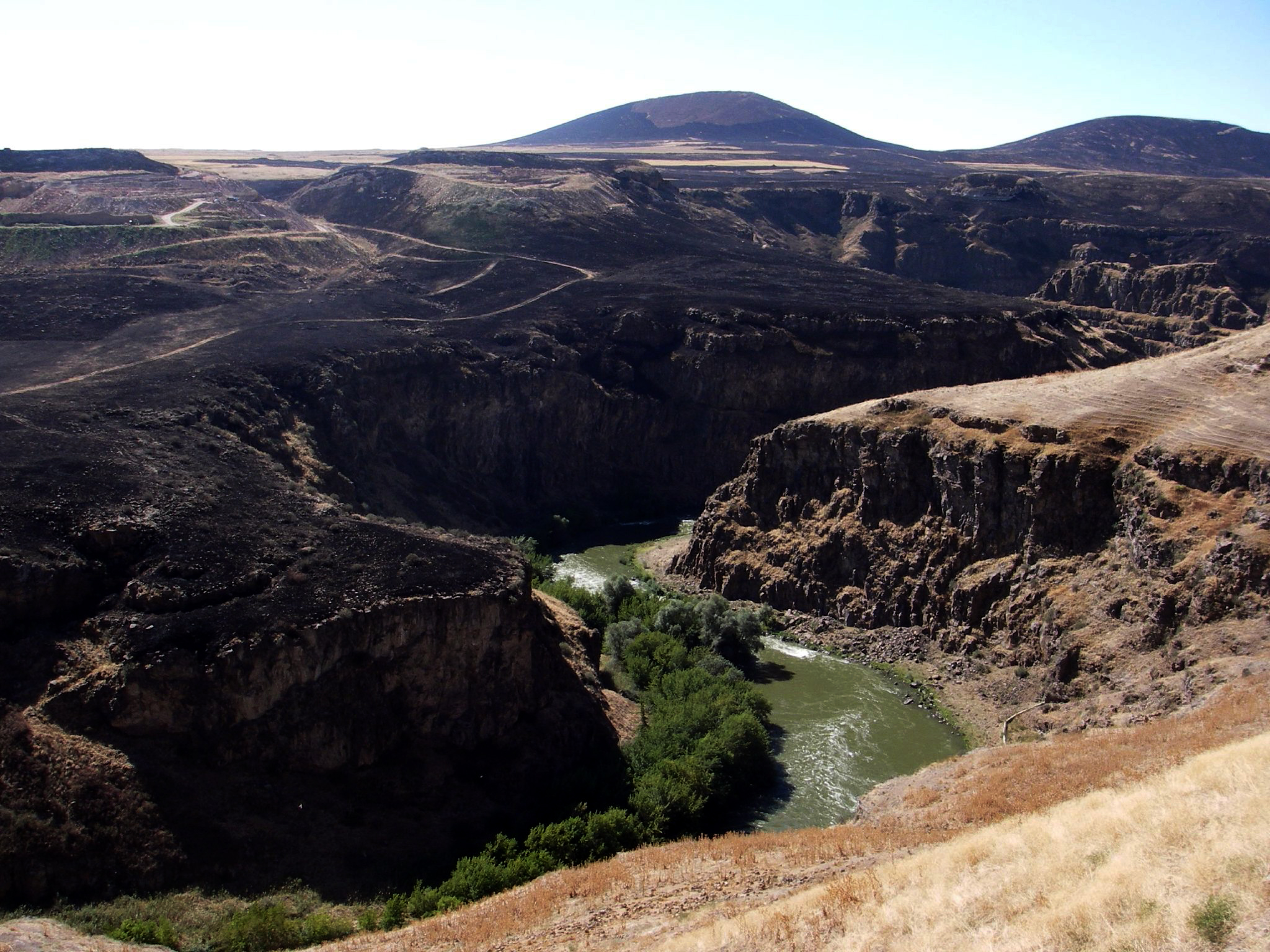
آخوریان (رود)
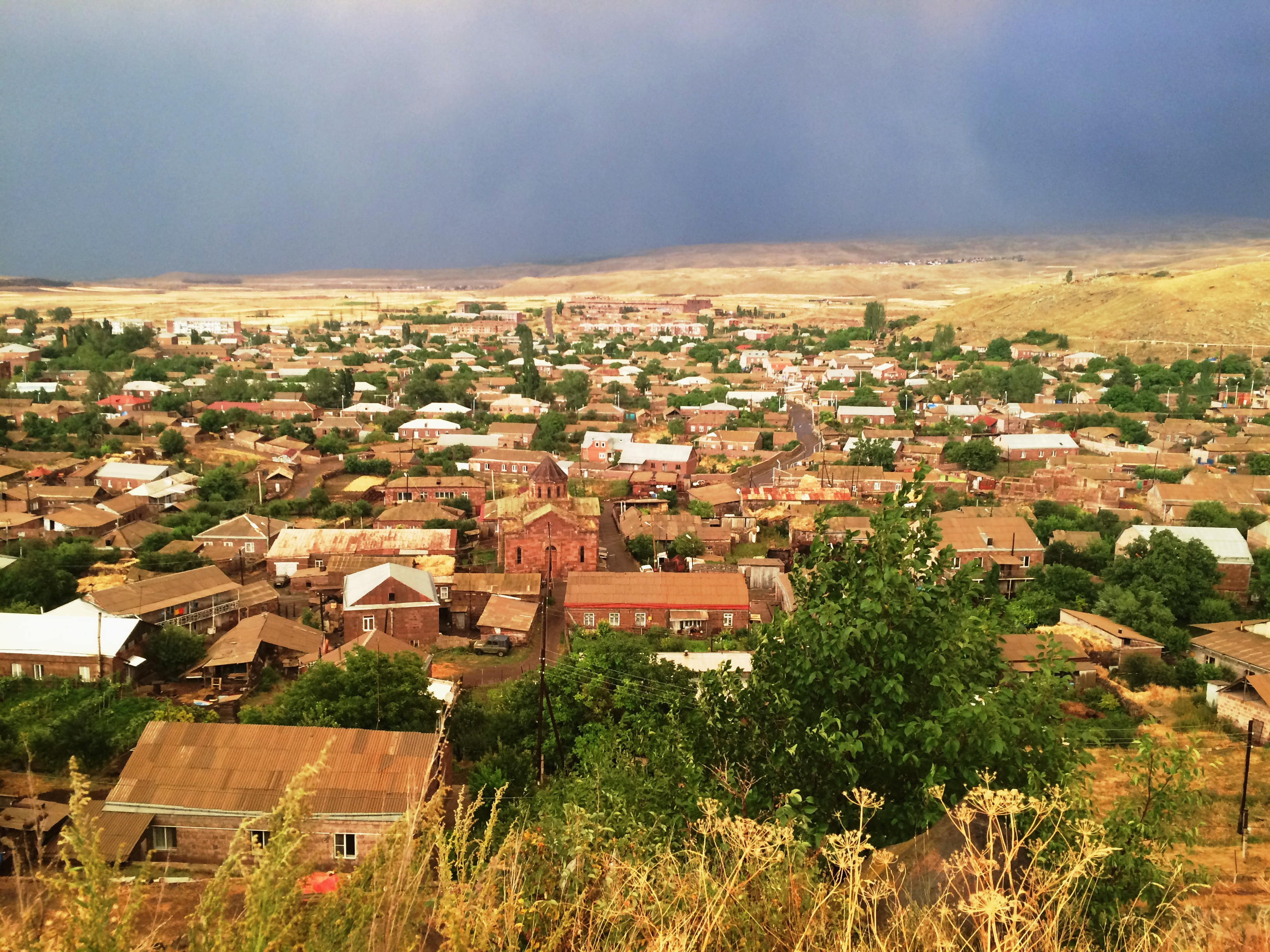
مارالیک
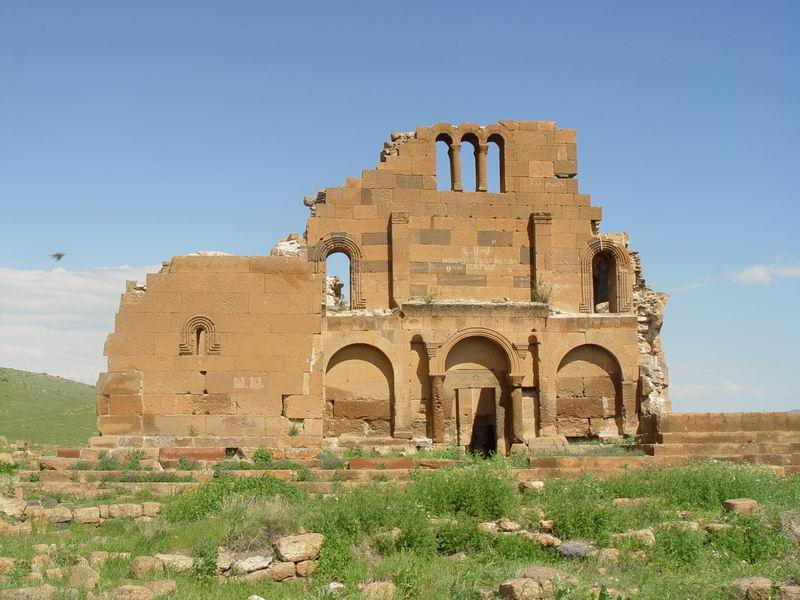
باسیلیکای یریرویکی